# 馬力歐 (台灣藝人)
馬力歐（1971年7月27日—），臺灣男演員、搞笑藝人、主持人。

## 演藝生涯
馬力歐成長於高雄眷村，曾就讀左營高中，因留級兩年，北上報考國光藝校，之後畢業於國光藝校，與藝人劉畊宏、冠佑是同班同學。藝名「馬力歐」是早期任職於餐廳時的暱稱。退伍後，他在餐廳當調酒師，後來升任為營運副理，並且主持餐廳活動；因手機廣告的台詞「你麥擱卡啊啦！」始受關注。
剛出道時，馬力歐加入主持人吳宗憲旗下「憲憲家族」，並擔任吳助理，卻在2021年透露在任時其實沒有駕照，之後活躍於各綜藝節目或在戲劇中擔任綠葉角色，於衛視中文台的《瘋神無雙》成為固定班底多年，因節目中詼諧表演廣受喜愛，還被觀眾封為「瘋神之光」。
2020年以《國際橋牌社》王照陽一角獲得第55屆金鐘獎「戲劇節目男配角獎」。

## 電影
| 年份   | 名稱               | 飾演   |
| ------ | ------------------ | ------ |
| 2008年 | 愛上野豬妹         | 彼得   |
| 2015年 | 紅衣小女孩         | 主管   |
| 2016年 | 銷售奇姬           | 經理   |
| 2017年 | 目擊者             | 王組長 |
| 2017年 | 我的爸爸是超人     | 父親   |
| 2019年 | 玩命貼圖           | 孫為公 |
| 2019年 | 第九分局           | 傑哥   |
| 2021年 | 我沒有談的那場戀愛 | 主持人 |
| 2022年 | 流麻溝十五號       | 大隊長 |
| 2024年 | 夏日的檸檬草       |        |
| 2024年 | 導演你有病         | 金主   |
| 2024年 | 默殺：無聲之地     | 所長   |
| 2025年 | 搜查瑠公圳         |        |

## 電視劇
| 年度   | 播出頻道               | 劇名                           | 飾演         |
| ------ | ---------------------- | ------------------------------ | ------------ |
| 1991年 | 華視                   | 媽媽萬歲                       | 臭蟲(客串)   |
| 2001年 | 台視                   | 流氓教授                       | 塗哥         |
| 2003年 | 民視                   | 日正當中                       | 炮哥(客串)   |
| 2004年 | 台視                   | 臺灣百合                       | 馬面         |
| 2006年 | 衛視中文台             | 驚異傳奇之命運懷錶             | 佑人         |
| 2006年 | 衛視中文台             | 驚異傳奇之魔幻識別證           | 李大銘       |
| 2006年 | 衛視中文台             | 驚異傳奇之瞬間的火柴           | 阿國         |
| 2006年 | 民視                   | 錯愛                           | 湯元         |
| 2008年 | 台視、三立都會台       | 命中注定我愛你                 | 主持人       |
| 2008年 | 八大綜合台             | 我的億萬麵包                   | 柳哥         |
| 2008年 | 華視                   | 歡喜來逗陣                     | 算命師       |
| 2009年 | 台視、三立都會台       | 敗犬女王                       | 主持人       |
| 2009年 | 台視、三立都會台       | 福氣又安康                     | 債務人       |
| 2009年 | 八大綜合台             | 紫玫瑰                         | 林桑         |
| 2010年 | 八大綜合台             | 終極三國                       | 牛輔         |
| 2010年 | 台視、三立都會台       | 第二回合我愛你                 | 許茂亨       |
| 2010年 | 公視                   | 藍海1加1                       | 劉特助       |
| 2010年 | 台視                   | 飯糰之家                       | 陳永志       |
| 2010年 | 台視、三立都會台       | 鍾無艷                         | 蘇比         |
| 2011年 | 中視                   | 幸福最晴天                     | 徐峻         |
| 2011年 | 大愛電視台             | 戀戀情深                       | 楊克忠       |
| 2011年 | 台視                   | 醉後決定愛上你                 | David        |
| 2011年 | 壹電視                 | 幸福蒲公英                     | 手下         |
| 2011年 | 公視                   | 瑰寶1949                       | 林士偉       |
| 2011年 | 八大綜合台             | 美樂。加油                     | 老闆         |
| 2011年 | 八大綜合台             | 旋風管家                       | 搶匪         |
| 2011年 | 東森幼幼台             | 萌學園3魔法號令                | 鄭經         |
| 2011年 | 民視                   | 廉政英雄第三單元：無法無天     | 曹峰坡       |
| 2012年 | 東森綜合台             | 粉愛粉愛你                     | 主持人       |
| 2012年 | 華視                   | 溫柔的慈悲                     | 阿泰         |
| 2012年 | 八大綜合台             | 絕對達令                       | 經理         |
| 2012年 | 公視                   | 小孩大人                       | 何智偉       |
| 2012年 | 中視                   | 智勝鮮師                       | 多位角色     |
| 2012年 | 三立都會台、東森綜合台 | 愛情女僕                       | 甘地         |
| 2013年 | 公視                   | 沒有名字的甜點店               | 黑道老大     |
| 2013年 | 三立都會台、東森綜合台 | 就是要你愛上我                 | 醫生         |
| 2013年 | 華視                   | 我愛幸運七                     | 吳順一       |
| 2013年 | 八大綜合台             | 終極一班3                      | 史仁強       |
| 2013年 | 公視                   | 含苞欲墜的每一天               | 傑森         |
| 2013年 | 壹電視                 | 惡男日記                       | 包青天       |
| 2014年 | 大愛電視台             | 紅塵驛站                       | 福仔         |
| 2014年 | 民視                   | 廉政英雄第二十六單元：分身     | 莊文瑞       |
| 2014年 | 三立都會台、東森綜合台 | 22K夢想高飛                    | 劉董事       |
| 2014年 | 華視                   | 海海人生                       | 劉國順       |
| 2015年 | 樂視網                 | 阿憲走着瞧                     | 面試官       |
| 2015年 | 公視                   | 麻醉風暴                       | 曾國章       |
| 2015年 | 台視                   | 春梅                           | 張文華       |
| 2015年 | 華視                   | 一代新兵之八極少年             | 李秉豐       |
| 2015年 | 大愛電視台             | 綠野心蹤                       | 醫生         |
| 2015年 | 大愛電視台             | 美好心境界                     | 經理         |
| 2015年 | 大愛電視台             | 如果還有明天                   | 森哥         |
| 2015年 | 公視                   | 我的冒泡屋                     | 賀成交       |
| 2015年 | 台視、三立都會台       | 愛上哥們                       | 總編輯       |
| 2016年 | 公視                   | 失業陣線聯盟                   | 推銷員       |
| 2016年 | 民視                   | 春花望露                       | 阿馬仔       |
| 2016年 | 民視                   | 我的老師叫小賀                 | 杜有德       |
| 2016年 | 台視、東森綜合台       | 我和我的十七歲                 | 徳哥         |
| 2016年 | 大愛電視台             | 我家的方程式                   | 醫師         |
| 2016年 | 台視                   | 植劇場－姜老師，妳談過戀愛嗎？ | 特助         |
| 2017年 | 公視                   | 金孫                           | 兒子         |
| 2018年 | 公視                   | 1998除夕夜                     | 二伯         |
| 2018年 | 愛奇藝                 | 1006的房客                     | 閻光中       |
| 2018年 | 民視                   | 大時代                         | 林金水(客串) |
| 2018年 | TVBS歡樂台             | 女兵日記女力報到               | 馬大房       |
| 2019年 | 中視                   | 鑑識英雄II 正義之戰            | 李偉         |
| 2019年 | 八大綜合台             | 90後的我們                     | 經理         |
| 2019年 | 大愛電視台             | 與愛同行                       | 蕭貳祥       |
| 2019年 | TVBS歡樂台             | 女力報到－小資女上班記         | 馬大房       |
| 2020年 | FriDay影音             | 國際橋牌社                     | 王照陽       |
| 2020年 | TVBS歡樂台             | 女力報到－愛神出任務           | 馬大房       |
| 2020年 | 八大戲劇台             | 覆活                           | 陳委員       |
| 2021年 | 大愛電視台             | 飄洋過海來愛你                 | 蔡啟明       |
| 2021年 | 公視                   | 火神的眼淚                     | 伍誌民       |
| 2021年 | 公視、YouTube          | 國際橋牌社2                    | 王照陽       |
| 2021年 | 公視                   | 爬出棺材板                     | 老人兒子     |
| 2021年 | 衛視中文台             | 如果花知道                     | 李富桐       |
| 2022年 | 華視                   | 婚姻結業式                     | 劉大偉       |
| 2022年 | 公視                   | 溫馨家庭日                     | 陳偉宏       |
| 2022年 | Disney+                | 正義的算法                     | 周永華       |
| 2022年 | 公視台語台             | 天字第二號                     | 李志誠       |
| 2023年 | 華視                   | 婚姻結業式2                    | 劉大偉       |
| 2023年 | 公視、LINE TV          | 國際橋牌社外傳：和平歸來       | 王照陽       |
| 2023年 | 愛奇藝、八大戲劇台     | 不良執念清除師                 | 曹百祿       |
| 2023年 | 大愛電視台             | 早點回家                       | 導演         |
| 2023年 | 大愛電視台             | 搜尋者                         | 張景福       |
| 2023年 | 公視、三立都會台       | 地獄里長                       | 陳國昌       |
| 2024年 | 民視、三立台灣台       | 商魂                           | 經理         |
| 2024年 | 大愛電視台             | 你準備萌芽了嗎？               | 麗華父       |
| 2024年 | 北京衛視、江蘇衛視     | 但願人長久                     | 阿杜         |
| 2024年 | 華視、公視台語台       | 我的意外室友                   | 黃建軍       |
| 2024年 | 東森戲劇台、MyVideo    | X！又是星期一                  | 老沈         |
| 2025年 | 公視、Netflix          | 死了一個娛樂女記者之後         | 溫兆輝       |
| 2025年 | 東森戲劇台             | 惡靈世界                       |              |

## 主持作品
- 中視《健康智慧王》（2017年）

## 廣告代言
- 保力達蠻牛「小楊桃想要逃」篇
- Philips X989手機「哩嘜擱卡啊啦」篇
- 紅心辣椒遊戲「FREE STYLE 2 Online」篇
- J&h晶璽健康生活館「晶璽537體雕機」篇

## 獎項紀錄
| 年份   | 頒獎典禮           | 獎項             | 影片               | 角色   | 結果 |
| ------ | ------------------ | ---------------- | ------------------ | ------ | ---- |
| 2020年 | 第55屆金鐘獎       | 戲劇節目男配角獎 | 《國際橋牌社》     | 王照陽 | 獲獎 |
| 2021年 | 第26屆亞洲電視大獎 | 最佳男配角獎     | 《飄洋過海來愛你》 | 蔡啟明 | 提名 |

## 外部連結
- 馬力歐聚樂部的Facebook專頁
- 馬力歐的Instagram帳戶
- 馬力歐聚樂部的TikTok
- 馬力歐在互联网电影资料库（IMDb）上的資料（英文）
- 馬力歐在豆瓣上的资料（简体中文）
- 馬力歐在台灣電影網上的資料（繁體中文）
- 華文影史庫 馬力歐 簡介 （页面存档备份，存于）